# Жицький Сергій Георгійович
Сергій Георгійович Жицький (нар. 23 жовтня 1957, Сталінська область, УРСР) — український футбольний тренер та спортивний функціонер.

## Життєпис
З дитинства займався у спортивній школі, навчався в ДЮСШ. Після закінчення школи вступив до інституту з підготовки тренерів. Служив в армії в Казахської РСР. Працював тренером і викладачем в різних навчальних закладах України. З 1990-х років також почав займатися бізнесом. З кінця 1990-х років зосередився на тренерській діяльності й до 2014 року був тренером в донецькому вищому училищі олімпійського резерву імені Сергія Бубки.
У січні 2015 року став головним тренером футбольного клубу «Нікополь-НПГУ» і очолював його до грудня того ж року. У січні 2016 очолив грузинський клуб «Зугдіді» й подав у відставку у 2017 році. У 2017-2018 роках очолював український «Хмельницький». У липні 2019 року призначений головним тренером таджикистанського клубу «ЦСКА-Памір».